# Ernest Nys
Ernest Nys, född 27 mars 1851 i Kortrijk, död 4 september 1920 i Bryssel, var en belgisk jurist.
Nys var professor i Bryssel och ledamot av appellationsdomstolen (Cour d'appel) där. Han var medlem av Permanenta skiljedomstolen i Haag. Hans arbeten utgörs dels av studier över krigets lagar och de politiska idéerna, dels av översättning av engelska arbeten i internationell rätt. Han medverkade även i "Revue du droit international" och var medlem av Institut de droit international.